# Giv'at ha-Em
Giv'at ha-Em (hebrejsky: גבעת האם, doslova Matčin vrch) je čedičový pahorek o nadmořské výšce cca 190 metrů v Izraeli, na pomezí Chulského údolí a Golanských výšin.
Pojmenován je podle přední představitelky amerického ženského hnutí v rámci sionistické organizace a zakladatelky organizace Hadassah, Henrietty Szoldové, která měla přezdívku Em alijat ha-no'ar (אם עלית הנוער, Matka Mladé alije). Podle ní se rovněž jmenuje vesnice Kfar Szold, jež leží necelé 2 kilometry jižně odtud.
Jde o jeden z mála vyvýšených postů na úpatí Golanských výšin, které Izrael ovládl během války za nezávislost v roce 1948 v jinak rovinatém Chulském údolí. V 50. a 60. letech šlo o strategicky významné stanoviště, které bylo opakovaně místem střetů mezi Izraelci a Syřany, jejichž pozice se nacházely nedaleko odtud, na pozici Tel Azazijat a Tel Facher. Během šestidenní války využili Izraelci toto návrší pro počáteční fázi útoku na Golanské výšiny, jehož výsledkem pak bylo dobytí celé náhorní plošiny a eliminace bezpečnostních rizik ze strany syrského dělostřelectva pro zemědělské vesnice v Chulském údolí.